# Застава Саудијске Арабије
Застава Саудијске Арабије је усвојена 15. марта 1973. године.
Састоји се од зелене подлоге на којој се налази бели мач, а изнад њега је на арапском написано шехадет. Зелена боја симболизује ислам, а реч шехадет означава припадност исламу. Мач симболизује правду и честитост. Лице и наличје заставе нису идентични како би се натпис могао правилно читати.